# توم كلانسي سبلينتر سيل: باندورا تومورو
توم كلانسي سبلينتر سيل: باندورا تومورو (Tom Clancy's Splinter Cell: Pandora Tomorrow) هي لعبة فيديو من نوع التخفي و التسلل بطلها اسمه سام فيشر، صدرت لأجهزة إكس بوكس، بلاي ستيشن 2 ، جيم كيوب، بلاي ستيشن 3 ميكروسوفت ويندوز، جيم بوي أدفانس. وهي من تطوير يوبي سوفت شنغهاي، يوبي سوفت آنسي، باباروجا ونشر يوبي سوفت.

## القصة
مجموعة من الأرهابيون يستمرون بتهديد المصالح الأمريكية حول العالم يقتحمون سفاراتها في دول شرق آسيا ويحولون رعاياها إلى رهائن، وزارة الدفاع الأمريكية وإدارة الأمن القومي لا تريد ذلك، لذا يتم مجدداً تجنيد العميل «سام فيشر» من الثيرد ايثيليون لحماية الأمريكيين وفي الظل متشحاً بالسواد يخرج «فيشر» وبهدوء لينفذ العمليات في السفارات، القواعد العسكرية ومخابئ الميليشيات ويحقق العدالة ويقبض على الأرهابيون ويكتشف مخططاتهم

## روابط خارجية
- توم كلانسي سبلينتر سيل: باندورا تومورو على موقع IMDb (الإنجليزية)